# Кемпбелл (Небраска)
Кемпбелл (англ. Campbell) — селище (англ. village) в США, в окрузі Франклін штату Небраска. Населення — 272 особи (2020).

## Географія
Кемпбелл розташований за координатами 40°17′47″ пн. ш. 98°43′53″ зх. д. / 40.29639° пн. ш. 98.73139° зх. д. (40.296339, -98.731522).  За даними Бюро перепису населення США в 2010 році селище мало площу 1,07 км², уся площа — суходіл.

## Демографія
Згідно з переписом 2010 року, у селищі мешкало 347 осіб у 143 домогосподарствах у складі 89 родин. Густота населення становила 324 особи/км².  Було 172 помешкання (161/км²).
Расовий склад населення:
| - 97,4 % — білих - 1,2 % — корінних американців |

До двох чи більше рас належало 1,4 %. Частка іспаномовних становила 0,9 % від усіх жителів.
За віковим діапазоном населення розподілялося таким чином: 20,5 % — особи молодші 18 років, 51,5 % — особи у віці 18—64 років, 28,0 % — особи у віці 65 років та старші. Медіана віку мешканця становила 49,3 року. На 100 осіб жіночої статі у селищі припадало 97,2 чоловіків;  на 100 жінок у віці від 18 років та старших — 104,4 чоловіків також старших 18 років.
Середній дохід на одне домашнє господарство  становив 43 265 доларів США (медіана — 37 500), а середній дохід на одну сім'ю — 50 071 долар (медіана — 45 625). Медіана доходів становила 45 000 доларів для чоловіків та 28 571 долар для жінок. За межею бідності перебувало 12,2 % осіб, у тому числі 8,2 % дітей у віці до 18 років та 11,4 % осіб у віці 65 років та старших.
Цивільне працевлаштоване населення становило 115 осіб. Основні галузі зайнятості: освіта, охорона здоров'я та соціальна допомога — 23,5 %, сільське господарство, лісництво, риболовля — 16,5 %, фінанси, страхування та нерухомість — 15,7 %.